# Michael Tse
Michael Tse, de son vrai nom Tse Tin-wah (謝天華, né le 15 juillet 1967), est un acteur et danseur hongkongais. Présent surtout à la télévision depuis les années 1990, il est connu pour son personnage de Laughing Gor dans la série E.U. (en) et dont la popularité a valu d'être l'objet d'une deuxième série et de deux films au cinéma, Turning Point (en) (2009) et Turning Point 2 (en) (2011).

## Biographie
Formé comme danseur par TVB, il travaille pour la chaîne pendant cinq ans. Il quitte ensuite TVB pour former un boys band appelé Wind Fire Sea avec Jordan Chan et Jason Chu qui produit deux CD qui sortent en 1994 et 1995. Dans le film Young and Dangerous (1996), Tse interprète un personnage de la triade nommé Tai Tin-yee. Le film est un énorme succès, qui conduit à neuf suites et film dérivés jusqu'en 2000. Son groupe de boys band est ensuite dissout.
En 1997, il participe à la première comédie musicale moderne de Hong Kong, Snow.Wolf.Lake (en). En 1998, il joue dans la série télévisée A Kindred Spirit (en) et devient officiellement acteur sous contrat sur TVB. Il tient alors beaucoup de rôles secondaires importants dans de nombreuses séries télévisées comme Detective Investigation Files (en) (1999), Virtues of Harmony (en) (2001–2003, 2003–2005) ou Legal Entanglement (en) (2002).
Le rôle qui fait enfin décoller sa carrière est celui de Man King-leung dans la série La Femme Desperado (en) (2006). En 2007, il tient le premier rôle, celui de Ho Yee, dans la série Best Bet (en). Toujours en 2007, il participe à l'émission Strictly Come Dancing, co-produite par TVB et Henan TV et dont il sort vainqueur.
Son rôle du gangster Laughing Gor dans la série E.U. (en) marque le public et réapparaît au cinéma dans une préquelle intitulée Turning Point (en). Le succès de ce film permet la production d'une suite de 30 épisodes, Lives of Omission (en), en 2011 et d'un deuxième film intitulé Turning Point 2 (en) la même année. Lives of Omission remporte de plus le TVB Anniversary Award du meilleur drama (en).
Après l'arrivée de la chaîne concurrente HKTV (en), de nombreux acteurs vedettes de TVB quittent la chaîne pour rejoindre HKTV. Après des mois de spéculations quant à savoir si Michael Tse allait se joindre au mouvement, il décide de ne pas renouveler son contrat avec TVB qui expire le 30 juin 2013.
Depuis l'annonce de son départ de TVB, Michael Tse a ouvertement exprimé sa déception de ne pas avoir remporté le prix du meilleur acteur TVB en 2011 pour son rôle de Laughing Gor, ce qui a amené beaucoup à croire que c'était la principale raison pour laquelle il n'avait pas prolongé son contrat. Les rumeurs spéculaient qu'il rejoindrait soit Eric Tsang soit la société de  Ricky Wong (en) mais il a au lieu de cela fondé sa propre compagnie, The Laughing Workshop, afin de se concentrer davantage sur le marché de Chine continentale.

## Controverse
En décembre 2008, Michael Tse est impliqué dans un accident de voiture à West Harbor Crossing et est arrêté pour conduite en état d'ivresse. Le 11 mars 2009, il est reconnu coupable et condamné à six semaines d'emprisonnement, un an de sursis et à une amende de 9500 HK$. Son permis de conduire est également suspendu pour 18 mois.

## Filmographie

### Séries TV
| Année     | Titre                                              | Rôle                        | Notes |
| --------- | -------------------------------------------------- | --------------------------- | --- |
| 1995      | A Kindred Spirit 《真情》                          | Lo Sang-mun                 | |
| 1998      | Time Off 《生命有TAKE2》                           | Mak Sai-ho                  | |
| 1998      | As Sure As Fate 《師奶強人》                       | Cheng Wing-kin              | |
| 1998      | Moments of Endearment 《外父唔怕做》               | Lee Chun-fai                | |
| 1998      | ICAC Investigators 1998 《廉政行動1998》           | Mak Kai-fai                 | épisode 2 : The Hundred Million Rule |
| 1999      | Detective Investigation Files 4 《刑事偵緝檔案IV》 | Lau Sai-cheung              | |
| 1999      | Anti-Crime Squad 《反黑先鋒》                      | Turbo                       | |
| 1999      | Face to Face 《雙面伊人》                          | Mok Yat-ming                | |
| 1999      | Dragon Love 《人龍傳說》                           | Lui Tai-pang                | |
| 1999      | Witness to a Prosecution 《洗冤錄》                | Sit Dan                     | |
| 2001      | Virtues of Harmony 《皆大歡喜》                    | Kam Yuet                    | Nommé au TVB Anniversary Award du meilleur acteur (2001 & 2002) Nommé au My Favourite On-Screen Partners (Dramas) (avec Bondy Chiu et Cutie Mui) (2001 & 2002) |
| 2001      | At Point Blank 《婚姻乏術》                        | Chan Siu-ming               | |
| 2001      | Screen Play 《娛樂反斗星》                         | Lam Kwong-cheung            | |
| 2002      | Legal Entanglement 《法網伊人》                    | Yeung Ming                  | Nommé au TVB Anniversary Award du meilleur acteur Nommé au My Favourite On-Screen Partners (Dramas) (avec Elaine Ng) |
| 2002      | Love and Again 《駁命老公追老婆》                  | Lau Fuk-wing                | |
| 2003      | Virtues of Harmony 2 《皆大歡喜II》                | Kam Yuet                    | Nommé au TVB Anniversary Award du meilleur acteur (2003 & 2004) Nommé au My Favourite On-Screen Partners (Dramas) (avec Nancy Sit, Frankie Lam, Joyce Chen, Bondy Chiu, Kingdom Yuen et Louis Yuen) |
| 2005      | The Zone 《奇幻潮》                                | Michael                     | ép.8 I Love You |
| 2006      | La Femme Desperado 《女人唔易做》                  | Man King-leung              | Nommé au TVB Anniversary Award du meilleur acteur Nommé au TVB Award du personnage masculin préféré Nommé au TVB Award du meilleur artiste masculin (Top 5) |
| 2007      | Best Bet 《迎妻接福》                              | Ho Yee                      | |
| 2007      | The Slicing of the Demon 《凶城計中計》            | Sui Yu-chan                 | |
| 2007      | The Family Link 《師奶兵團》                       | Fong Yim-cho                | Nommé au TVB Anniversary Award du meilleur acteur Nommé au TVB Anniversary Award du personnage masculin préféré |
| 2007      | Word Twisters' Adventures 《鐵咀銀牙》             | Fong Tong-keng              | |
| 2008      | The Money-Maker Recipe 《師奶股神》                | Wong Chi-chung              | Nommé au TVB Anniversary Award du personnage masculin préféré (Top 5) |
| 2009      | E.U. 《學警狙擊》                                  | Leung Siu-tong/Laughing Gor | Ming Pao Anniversary Award de la prestation la plus positive TVB Anniversary Award du meilleur acteur dans un rôle secondaire My AOD Favourite Awards du rôle classique préféré (prix spécial anniversaire 5 ans) Nommé au TVB Anniversary Award du personnage masculin préféré (Top 5) |
| 2009      | You're Hired 《絕代商驕》                          | Ngon Jo-lin                 | |
| 2010      | Cupid Stupid 《戀愛星求人》                        | Koon Sing-ho                | le propriétaire de l'entrepot à l'étranger |
| 2010      | My Better Half 《老公萬歲》                        | Ching Yee                   | Nommé au TVB Anniversary Award du meilleur acteur dans un rôle secondaire |
| 2011      | The Rippling Blossom 《魚躍在花見》                | Yue Chi-hiu                 | |
| 2011      | Relic of an Emissary 《洪武三十二》                | Ngo Siu-fung                | |
| 2011      | Lives of Omission 《潛行狙擊》                     | Leung Siu-tong/Laughing Gor | My AOD Favourites du personnage de drama préféré (1 sur 15) My AOD Favourites du couple préféré à l'écran (avec Fala Chen) My AOD Favourites du thème musical de drama préféré Beijing Youku Drama Award du meilleur acteur de l'année (HK/Taïwan) Nommé au TVB Anniversary Award du meilleur acteur (Top 5) Nommé au TVB Anniversary Award du personnage masculin préféré (Top 5) Nommé au My AOD Favourites du meilleur acteur (Top 5) Nommé au Ming Pao Anniversary Award du meilleur acteur de télévision |
| 2012      | L'Escargot 《缺宅男女》                            | Ko Wang-chim                | |
| 2012-2013 | Friendly Fire 《法網狙擊》                         | Kam Cho-chan                | |
| 2013      | Hero 《英雄》                                      | le roi Goujian              | |
| 2013      | Sergeant Tabloid 《女警愛作戰》                    | Lam Yat-yat                 | My AOD Favourites du personnage de drama préféré (1 sur 15) Nommé au My AOD Favourites du meilleur acteur (Top 12) |
| 2013      | Sniper Standoff 《神槍狙擊2013》                   | Lee Ho-yeung                | |
| 2015      | Father Is a Dragon 《爸爸是條龍》                  | Peng Fei                    | |
| 2015      | Survivor Games with Bear Grylls 《跟着贝尔去冒险》 | lui-même                    | gagnant masculin de la saison 1 |
| 2019      | Route                                              |                             | |

### Films
| Année         | Titre                                                                          | Rôle                                                   | Notes                                      |
| ------------- | ------------------------------------------------------------------------------ | ------------------------------------------------------ | ------------------------------------------ |
| 1985          | Dead Curse 《猛鬼迫人》                                                        |                                                        |                                            |
| 1994          | The Other Side of the Sea 《海角危情》                                         |                                                        |                                            |
| 1995          | The Blade 《刀》                                                               | le squelette                                           |                                            |
| 1995          | The Golden Girls 《山水有相逢》                                                |                                                        |                                            |
| 1996          | Young and Dangerous 《古惑仔之人在江湖》                                       | Tai Tin-yee                                            |                                            |
| 1996          | Young and Dangerous 2 《古惑仔2之猛龍過江》                                    | Tai Tin-yee                                            |                                            |
| 1996          | Young and Dangerous 3 《古惑仔3之隻手遮天》                                    | Tai Tin-yee                                            |                                            |
| 1996          | Street of Fury 《龍虎砵蘭街》                                                  | Fu<                                                    |                                            |
| 1996          | Tri-Star 《大三元》                                                            | un passant riant de Qiang                              |                                            |
| 1996          | Feel 100%, Once More 《百分百岩Feel》                                          | Galinano                                               |                                            |
| 1996          | Best of the Best 《飛虎雄心2傲氣比天高》                                       | Hommie Chu Ka-choi                                     |                                            |
| 1996          | Growing Up 《人細鬼大》                                                        | Michael Fung                                           |                                            |
| 1997          | Young and Dangerous 4 《97古惑仔戰無不勝》                                     | Tai Tin-yee                                            |                                            |
| 1997          | Those Were the Days 《精裝難兄難弟》                                           | l'homme avec la lampe dans le film de Ku Wak-chai      |                                            |
| 1997          | Whatever Will Be, Will Be 《迷失樂園》                                         |                                                        |                                            |
| 1997          | The Peeping Tom 《赤足驚魂》                                                   | l'inspecteur Ken Cheng                                 |                                            |
| 1998          | The Storm Riders 《風雲雄霸天下》                                              | Frost                                                  |                                            |
| 1998          | Rape Trap 《強姦陷阱》                                                         | Leung Chun-wah                                         |                                            |
| 1998          | You Light Up My Life 《想見妳》                                                | Tony                                                   |                                            |
| 1998          | Shed No Tears 《男兒血淚》                                                     |                                                        |                                            |
| 1998          | Love & Let Love! 《生死戀》                                                    | le copain de Cliff                                     |                                            |
| 1998          | Troublesome Night 3 《陰陽路之升棺發財》                                       | Daviv                                                  |                                            |
| 1998          | Fatal Desire 《野性任務》                                                      |                                                        |                                            |
| 1999          | I.C. Kill 《網上怪談之兇靈對話》                                               | Jim Cheung                                             |                                            |
| 1999          | My Loving Trouble 7 《我愛777》                                                | Steven                                                 |                                            |
| 1999          | The H.K. Triad 《O記三合會檔案》                                               |                                                        |                                            |
| 1999          | The Young Ones 《監獄風雲之少年犯》                                            | Fat B                                                  |                                            |
| 1999          | The Masked Prosecutor 《夜叉》                                                 | Wan Chi-lin                                            |                                            |
| 2000          | Return to Dark 《改正歸邪》                                                    | Blondie                                                |                                            |
| 2000          | And I Hate You So 《小親親》                                                   | le propriétaire du chien dans la boutique d'antiquités |                                            |
| 2000          | Those Were the Days... 《友情歲月之山雞故事》                                  | Tai Tin-yee 大天二                                     | dérivé de la franchise Young and Dangerous |
| 2000          | Conspiracy 《赤裸紅唇》                                                        | Andy Yeung                                             |                                            |
| 2000          | Born to Be King 《勝者為王》                                                   | Michael                                                |                                            |
| 2000          | Twilight Garden 《幽谷約會》                                                   | Wah 阿華                                               |                                            |
| 2000          | Queenie & King the Lovers 《Ｑ畸戀人》                                         | Shun                                                   |                                            |
| 2001          | The Final Winner 《古惑仔之出位》                                              | Wong Po                                                |                                            |
| 2001          | The Losers' Club 《廢柴同盟》                                                  | Chiu                                                   |                                            |
| 2001          | Devil Eye 《我真係見到鬼》                                                     |                                                        |                                            |
| 2001          | Killing End 《殺科》                                                           | So Wai-fai                                             |                                            |
| 2001          | Bullets of Love 《不死情謎》                                                   | le policier abattu dans la rue                         |                                            |
| 2002          | Black Mask 2: City of Masks 《黑俠 II》                                        | Iguana (doublage cantonais)                            |                                            |
| 2002          | Women From Mars 《當男人變成女人》                                             | le gangster en enfer                                   |                                            |
| 2003          | The Secret Society - Boss 《江湖篇之大佬》                                     | Lee Sir 李Sir                                          |                                            |
| 2003          | The Princess of Temple Street 《廟街公主》                                     |                                                        |                                            |
| 2003          | Kidnap the Wrong Person 《綁錯義嫂著錯草》                                     | Non-sens                                               |                                            |
| 2004          | Cow Unbowed 《誓不低頭》                                                       | Ko Fung                                                |                                            |
| 2004          | Who is the Next Boss 《新一代接班人之殺戮江湖》                                |                                                        |                                            |
| 2005          | Set Up 《凶男寡女》                                                            | Ted                                                    |                                            |
| 2005          | The Sequence of Underground 《街頭風雲之地下秩序》                             | Tak                                                    |                                            |
| 2009          | Turning Point 《Laughing Gor之變節》                                           | Leung Siu-tong/Laughing Gor                            |                                            |
| 2010          | 72 Tenants of Prosperity 《72家租客》                                          | Laughing Gor                                           |                                            |
| 2010          | Pleasant Goat and Big Big Wolf: The Tiger Prowess 《喜羊羊與灰太狼之虎虎生威》 | Big Big Wolf (doublage cantonais)                      |                                            |
| 2010          | Kung Fu Hip-Hop 2 《精舞門2》                                                  | Ran Qiu 冉秋                                           |                                            |
| 2011          | I Love Hong Kong 《我愛HK開心萬歲》                                            | le chef du gang '87                                    |                                            |
| 2011          | Moon Castle: The Space Adventure 《喜羊羊與灰太狼之兔年頂呱呱》                | Big Big Wolf (doublage cantonais)                      |                                            |
| 2011          | The Fortune Buddies 《勁抽福祿壽》                                             | Frère Wah 華哥                                         |                                            |
| 2011          | Turning Point 2 《Laughing Gor之潛罪犯》                                       | Leung Siu-tong/Laughing Gor                            |                                            |
| 2013          | I Love Hong Kong 2013 《2013我愛HK 恭喜發財》                                  | Ha Sek-sam (jeune)                                     |                                            |
| 2013          | Badges of Fury 《不二神探》                                                    | Yao Yiwei 姚一偉                                       |                                            |
| 2014          | Golden Brother 《男人唔可以窮》                                                | Chow Seung-tak 周常德                                  |                                            |
| 2015          | An Inspector Calls 《浮華宴》                                                  | Super serveur                                          |                                            |
| 2015          | Full Strike 《全力扣殺》                                                       | l'inspecteur Cheung                                    |                                            |
| 2015          | Wild City 《迷城》                                                             | George Cheung 蔣家興                                   |                                            |
| 2015          | Jian Bing Man 《煎餅俠》                                                       | lui-même                                               |                                            |
| 2016          | Three 《三人行》                                                               |                                                        |                                            |
| 2018          | Golden Job 《黃金兄弟》                                                        | Bill Leung                                             |                                            |
| 2018          | L Storm 《L風暴》                                                              | Tik Wai-kit 狄偉杰                                     |                                            |
| 2018          | Legends of the Three Kingdoms                                                  |                                                        |                                            |
| En production | G Storm 《G風暴》                                                              |                                                        |                                            |

## Thèmes musicaux
- I Decide (我話事), pour Young and Dangerous (1996)
- Blade Light Sword Shadow (刀光劍影) avec Ekin Cheng, pour Young and Dangerous (1996)
- 100% Girl (百分之百的女孩), pour Young and Dangerous (1996)
- Confidant Myself (知己 自己) avec Ekin Cheng, pour Young and Dangerous 2 (1996)
- Cunning (古古惑惑) avec Jason Chu et Jerry Lamb, pour Young and Dangerous 2 (1996)
- Love Today Went Through (愛情今天經過), pour Growing Up (1996)
- The Era of Eating and Drinking (吃喝時代), pour God of Cookery (1999)
- Black and White Rhythm (黑白變奏) avec Ron Ng et Sammul Chan, pour E.U. (2009).
- Savour (細味), pour The Season of Fate (2010).
- A Man's Diary (大丈夫日記) avec Michael Miu, pour My Better Half (2010).
- I Will Wait For You (我等你) avec Kate Tsui, pour Relic of an Emissary (2011).
- Walk Alone (獨行), pour Lives of Omission (2011)
- Center Point (中心點) avec Niki Chow, pour Sergeant Tabloid (2012)
- Return Heart (還心) avec Ma Zihan, pour Hero (2012)
- Seemingly Imaginary Life (疑幻人生) avec Sammy Leung, pour Friendly Fire (2012)
- life of Attack (狙擊人生), pour Sniper Standoff (2013)